# Portland Hospital
Le Portland Hospital (pour mères et enfants) est une maternité privée située dans la ville de Westminster à Londres.
L'Hôpital Portland est une propriété de la Hospital Corporation of America.

## Naissances notables

### Membres de la famille royale britannique
- La princesse Beatrice d'York, fille aînée du prince Andrew, duc d'York et de Sarah Ferguson (1988)[1]
- La princesse Eugenie d'York, fille cadette du prince Andrew, duc d'York et de Sarah Ferguson (1990)[2]
- Samuel Chatto, fils aîné de Lady Sarah et Daniel Chatto (1996)[3]
- Cassius Taylor, fils cadet de Lady Helen et Timothy Taylor (1996)[3]
- Arthur Chatto, fils cadet de Lady Sarah et Daniel Chatto (1999)[3]
- Charles, vicomte Linley, fils de David, comte de Snowdon et de Serena Stanhope (1999)[3]
- Lady Margarita Armstrong-Jones, fille de David Armstrong-Jones, comte de Snowdon et de Serena Stanhope (2002)[4]
- Eloise Taylor, fille aînée de Lady Helen et Timothy Taylor (2003)[3]
- Le prince Archie de Sussex, fils du prince Harry, duc de Sussex et de Meghan Markle (2019)[5]
- August Brooksbank, fils aîné de la princesse Eugenie d'York et de Jack Brooksbank (2021)[6]
- Ernest Brooksbank, fils cadet de la princesse Eugenie et de Jack Brooksbank (2023)[3]